# Voyenne
Voyenne település Franciaországban, Aisne megyében. Lakosainak száma 309 fő (2022. január 1.). Voyenne Autremencourt, Dercy, Erlon, Froidmont-Cohartille, Marcy-sous-Marle, Marle és Toulis-et-Attencourt községekkel határos.

## Népesség
A település népessége az elmúlt években az alábbi módon változott:
| Lakosok száma | 409  | 301  | 266  | 276  | 289  | 315  | 324  | 312  | 306  | 309  |
|               | 1968 | 1982 | 1990 | 2006 | 2013 | 2015 | 2017 | 2019 | 2020 | 2022 |